# Psychro
Psychro (griechisch Ψυχρό [psixˈrɔ] (n. sg.)) ist eine kleine Ortschaft auf Kreta, 48 km östlich von Iraklio und 52 km westlich von Agios Nikolaos. Sie liegt am Südrand der Lasithi-Hochebene.
Bekannt ist der Ort wegen der Diktäischen Grotte (Dikteon Andron, oft auch Dikti-Grotte genannt), in der Zeus geboren sein soll, die sich etwas oberhalb des Ortes befindet. Funde belegen eine kultische Nutzung in minoischer Zeit.